# Analyse gravimétrique

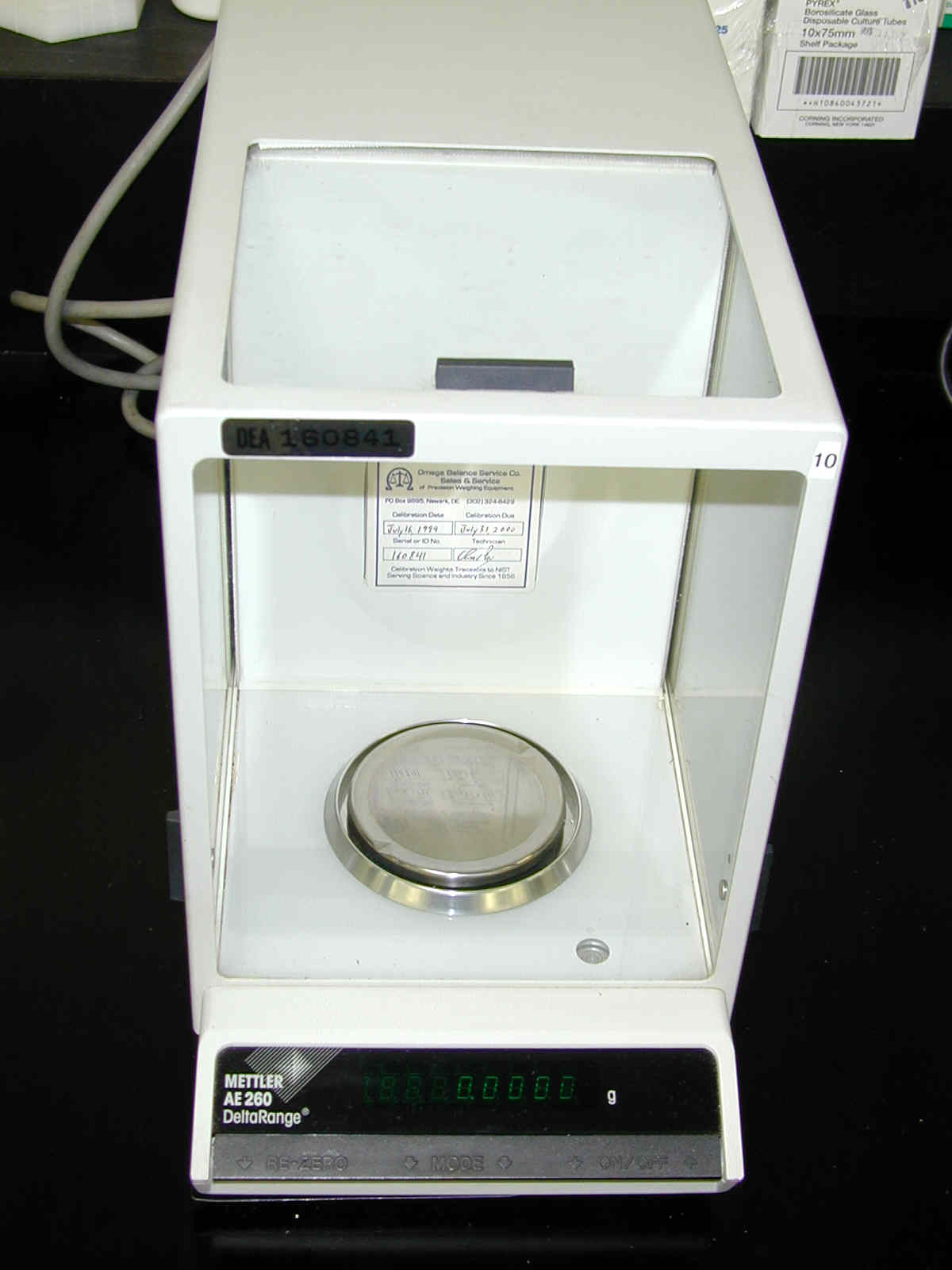
Une balance analytique.

L’analyse gravimétrique décrit un ensemble de méthodes d'analyse chimique quantitative effectuée en déterminant par pesée, la masse d’un produit, l'analyte, formé ou éliminé.
La variation de la masse peut avoir lieu par l’une des transformations suivantes :
|                         | Augmentation de la masse | Diminution de la masse                                                                                             |
| ----------------------- | --- | --- |
| Sorption / désorption   | Adsorption, absorption | Désorption |
| Transformation chimique | Oxydation, précipitation | Réduction, décomposition                                                                                           |
| Transformation physique | Passage de l'état gazeux à l'état solide : condensation solide ou sublimation inverse, passage de l'état gazeux à l'état liquide : liquéfaction ou condensation liquide | Passage de l'état liquide à l'état à gazeux : vaporisation, passage de l'état solide à l'état gazeux : sublimation |

La variation de la masse peut être induite chimiquement (réaction chimique), thermiquement (analyse thermogravimétrique) ou électriquement (électrogravimétrie).
Exemple d'une méthode d'analyse gravimétrique : l'analyse par combustion.